# Minna Treutiger
Minna Sofia Martina Treutiger, född 27 februari 1971 i Sigtuna och bosatt i Stockholm, är en svensk skådespelare.

## Biografi
Treutiger utbildade sig vid Teaterhögskolan i Malmö 1992-1995 och var därefter verksam vid olika teatrar i Skåne. Treutiger har främst varit verksam vid olika teatrar men hon uppmärksammades för rollen som Cecilia i TV-serien Belinder auktioner.

## Teater

### Roller (ej komplett)
| År   | Roll                | Produktion                                        | Regi             | Teater                           |
| ---- | ------------------- | ------------------------------------------------- | ---------------- | -------------------------------- |
| 1992 |                     | Pygmalion George Bernard Shaw                     |                  | Hjalmar Bergman-teatern i Örebro |
| 1995 |                     | Obevakad övergång                                 |                  | Nya Skånska Teatern              |
| 1996 |                     | Stjärntoken                                       |                  | Nya Skånska Teatern              |
| 1996 |                     | Fårakällan                                        |                  | Unga teatern, Malmö              |
| 1996 |                     | Hallå därute William Saroyan                      |                  | Landskrona teater                |
| 2001 |                     | Tusen och en natt                                 |                  | Uppsala stadsteater              |
| 2001 |                     | Habeas corpus                                     |                  | Östgötateatern i Norrköping      |
| 2003 |                     | Kalevala                                          |                  | Stockholms stadsteater           |
| 2004 | Honor Blake         | Hjälten John Millington Synge                     | Thommy Berggren  | Stockholms stadsteater           |
| 2004 |                     | Alice i Underlandet Lewis Carroll                 |                  | Stockholms stadsteater           |
| 2005 | Katherina Cavalieri | Amadeus Peter Shaffer                             | Staffan Aspegren | Stockholms stadsteater           |
| 2005 | Lucy Brown          | Tolvskillingsoperan Bertolt Brecht och Kurt Weill | Lars Rudolfsson  | Stockholms stadsteater           |

## Diverse
- 1999 – Ett litet rött paket (TV-serie)
- 2001 – Rederiet (TV-serie)
- 2003 – Belinder auktioner (TV-serie)
- 2013 – Återträffen